# Hérules
Les Hérules sont un peuple germanique appartenant au groupe ostique, ou groupe des Germains dits « orientaux », issus de Scandinavie comme, entre autres, les Goths, les Gépides, les Vandales et les Burgondes. Peu connus, les Hérules apparaissent comme un peuple mineur mais sont souvent signalés dans les raids gothiques et notamment sur la mer Noire, où ils se découvrent vite une vocation de pirates.

## Antiquité tardive
Ils sont mentionnés pour la première fois dans les sources romaines au IIIe siècle lorsqu'ils prennent part à la première vague des invasions barbares. Repoussés à la bataille des Thermopyles vers 254, ils pillent Athènes en 267 et mettent ainsi fin à la prestigieuse production sculpturale de la ville. En 268 et 269, ils prennent part à une coalition barbare qui réunit les Peucins, les Goths et les Gépides (peuples germaniques) mais également les Carpes (peuple dacique). L'armée rassemblée, qui aurait compté plus de 300 000 guerriers (chiffre probablement exagéré par les chroniqueurs romains et grecs), attaque les forces de l'empereur Claude II le Gothique sur le bas Danube.
Au IIIe siècle, un autre peuple germanique, les Lombards, alors établis en Pannonie et qui ne font irruption en Occident qu'en 568, deviennent alliés ou vassaux des Hérules.
Un fœdus est conclu en 267 ou 268 entre les Romains et le roi hérule Naulobate. Certains de ses combattants ont peut-être rejoint l'armée romaine après la conclusion de ce traité. Ces soldats sont peut-être à l'origine de l'unité d'auxilia palatina portant le nom d'Heruli, qui opère en Gaule et en Grande-Bretagne au cours du IVe siècle,,.

## Haut Moyen Âge

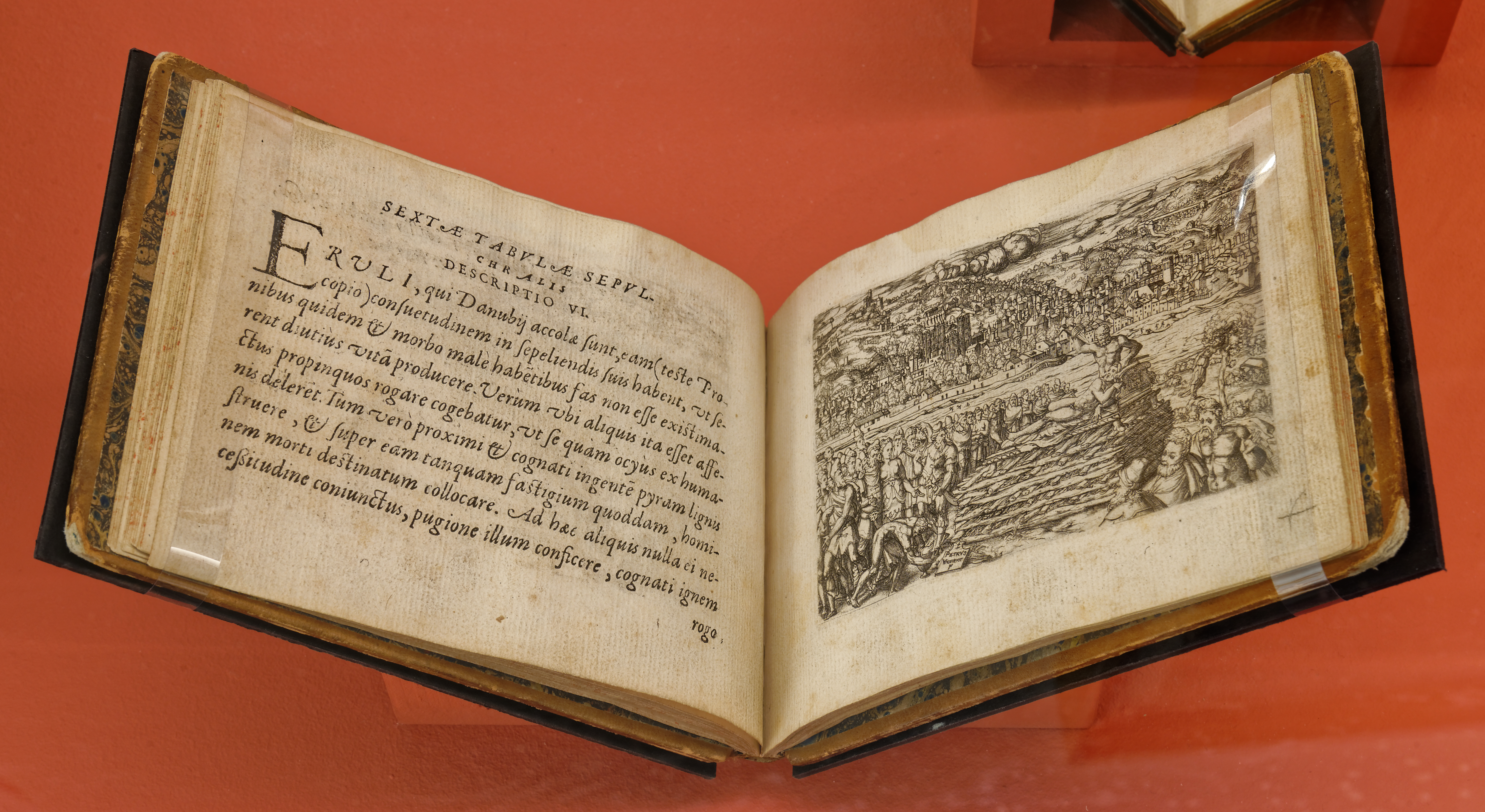
Vision « reconstituée » à la Renaissance des funérailles chez les Hérules, gravure de Pierre II Woziriot de Bouzey, 1556, Lyon

Au Ve siècle, les Hérules, bien qu'étant probablement peu nombreux, fondent un petit royaume sur le moyen-Danube, d'où part la bande armée dont Odoacre, déjà établi en Italie, prend la tête. Odoacre incendie Pavie, s'empare de Rome et dépose le dernier empereur romain, Romulus Augustule, se faisant proclamer « Roi d'Italie» (476). Cet épisode est surtout connu pour avoir été interprété par l'historiographie comme la fin officielle de l'Empire romain d'Occident.
Tous les Hérules ne se sont pas établis sur le Danube entre le IIIe siècle et le Ve siècle. Un détachement hérule est en effet attesté durant les années 400-407 dans des bandes armées barbares, aux côtés de Frisons et de Saxons, qui se livrent à la piraterie en mer du Nord et sur les côtes de la Manche. Ceux-là mettent à mal les défenses côtières de l'Empire romain (la marche militaire côtière d'Armorique ou Litus armoricus) et établissent des postes avancés d'observation ou de petites colonies de peuplement jusque sur la côte atlantique, de l'Armorique jusqu'en Hispanie. En 456, 400 pirates hérules embarqués sur 7 navires pillèrent le littoral de Lugo et sont repoussés par une force locale rassemblée en grand nombre. Ils repartirent vers leur territoire, n’ayant perdu que deux hommes, en pillant au passage, et avec la plus grande cruauté, les régions côtières de la Cantabrie et de la Vardulie.
Après 476, d'autres Hérules servent dans l'armée de Théodoric le Grand, s'intégrant aux Ostrogoths que l'empereur romain d'Orient, Zénon, a chargé de récupérer l'Italie, alors aux mains des mercenaires barbares d'Odoacre.

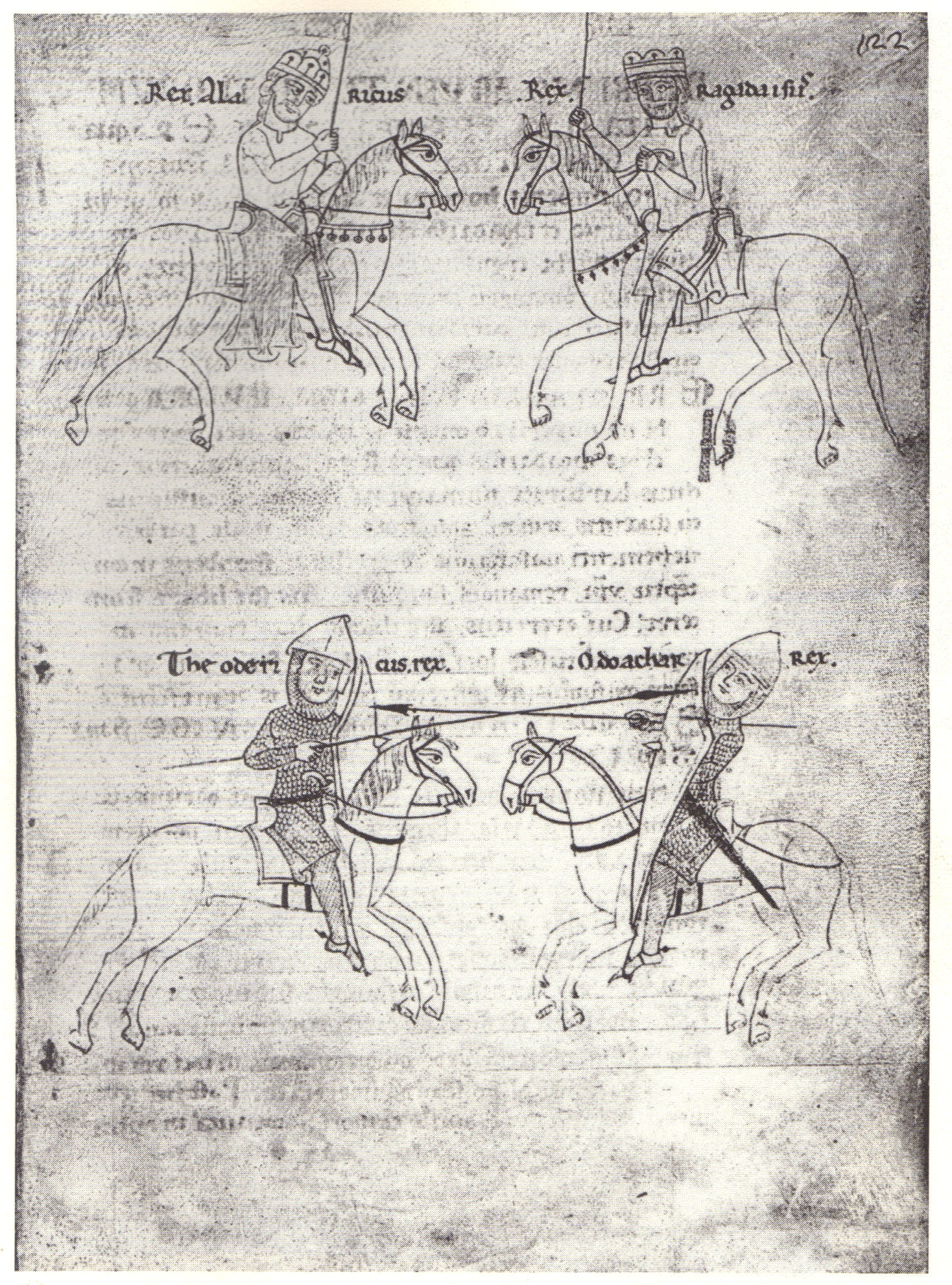
Combat de Théodoric contre Odoacre, manuscrit de Vérone, 1181.

Vers 491, Théodoric, vainqueur des Vandales, noue des contacts avec les Hérules danubiens pour se prémunir contre les Alamans.
Odoacre est quant à lui renversé par Théodoric en 493 et sa bande armée est chassée d'Italie ou incorporée dans l'armée gothique, tandis que le roi ostrogoth fonde le royaume de Ravenne. Les Hérules, revenus sur le moyen-Danube sous la conduite de leur roi Rodulf, furent sévèrement battus en 510 par les Lombards : selon Procope de Césarée, beaucoup d'entre eux retournèrent en Scandinavie ou en Bavière.
En 532, des mercenaires hérules, dirigés par le général Mundus, participent à la répression de la sédition Nika à Constantinople. En 540, près de Trévise, menés par Vitalius gouverneur romain de l'Illyricum et par leur chef Wisand, les mercenaires hérules sont vaincus par l'ostrogoth Hildebald.
En 550, la présence d'environ 3 000 mercenaires hérules est encore attestée le long de la ligne de défense danubienne ou limes danubien, à Sirmium et à Singidunum, mais ceux-ci avaient été établis là vers 510. N'oublions pas aussi que des Hérules, dirigés par Fara, servirent l'Empire romain d'Orient dans sa guerre contre les Vandales en Afrique en 533-534, ainsi que dans sa guerre contre les Ostrogoths en Italie, à partir de 551, sous la conduite de Philemuth puis de Fulcaris. Ils disparurent en tant que peuple distinct avant le milieu du VIIe siècle, ceux du Nord fusionnant avec Frisons et Saxons, certains retournant même dans leur patrie d'origine, en Scandinavie, qu'ils avaient pourtant quittée des siècles plus tôt (ce qui montre la survivance de liens étroits avec leur patrie d'origine), d'autres fusionnant avec Ostrogoths en Italie et Lombards en Pannonie.